# John Chadwick
John Chadwick (* 21. Mai 1920 in East Sheen, Richmond upon Thames; † 24. November 1998 in Royston) war ein britischer Altphilologe, Mykenologe und Kryptologe.
Chadwick wurde an der St Paul’s School und am Corpus Christi College der Universität Cambridge ausgebildet. Im Zweiten Weltkrieg übernahm er geheimdienstliche Aufgaben bei der Royal Navy. 1944 wurde er nach Bletchley Park versetzt, wo er Japanisch lernte und kodierte Botschaften von Vertretern der Japanischen Marine in Stockholm und Berlin entzifferte. Nach Kriegsende kehrte er nach Cambridge zurück, schloss sein Studium in klassischer Philologie ab und war dort von 1969 bis zu seiner Emeritierung 1984 der vierte und letzte Perceval Maitland Laurence Reader in Classics. 1967 wurde er Mitglied (Fellow) der British Academy und 1985 auswärtiges Mitglied der Académie des inscriptions et belles-lettres.
Gemeinsam mit Michael Ventris entzifferte er 1952 anhand der Vorarbeiten von Alice Kober und Emmett Leslie Bennett die Silbenschrift Linear B, eine frühe Schrift des mykenischen Griechisch. In der weiteren Entschlüsselung der Schriftdokumente, größtenteils Tontäfelchen, wurde er von seiner Schülerin Lydia Baumbach unterstützt.

## Auszeichnungen
- 1990: Ehrendoktorwürde der Universität Salzburg
- 1992: Österreichisches Ehrenzeichen für Wissenschaft und Kunst
- 1997: Internationaler Antonio-Feltrinelli-Preis

## Schriften (Auswahl)
- mit Michael Ventris: Evidence for Greek Dialect in the Mycenaean Archives. In: The Journal of Hellenic Studies 73, 1953, 84–103.
- mit Michael Ventris: Documents in Mycenaean Greek. Cambridge University Press, Cambridge 1956, ISBN 0-521-08558-6; second edition 1973.
- mit Emmett Leslie Bennett, Michael Ventris: The Knossos Tablets. A revised transliteration of all the texts in Mycenaean Greek recoverable from Evans' excavations of 1900–1904 based on independent examination. London 1956 (Bulletin of the Institute of Classical Studies, Supplementary Papers, 2) – Rez. von: Leonard Robert Palmer, in: Gnomon 29, 1957, 113–117.
  - mit Emmett Leslie Bennett, Michael Ventris: The Knossos Tablets. A revised transliteration of all the texts in Mycenaean Greek recoverable from Evans' excavations of 1900–1904 based on independent examination. Second edition with corrections and additions by John Chadwick with the assistance of Fred W. Householder Jr. London 1959 (Bulletin of the Institute of Classical Studies, Supplement no. 7) – Rez. von: Joshua Whatmough, in: Classical Philology 57, 1962, 244–246.
  - mit John Tyrell Killen: The Knossos Tablets: A Transliteration of All the Texts in Linear B Script Found at Knossos, Crete, Based Upon a New Collation of Photographs and Originals. University of London, Institute of Classical Studies, London, 3. Auflage 1964 (Bulletin of the Institute of Classical Studies, supplement no. 15).
  - mit John Tyrell Killen, Jean-Pierre Olivier: The Knossos Tablets: A Transliteration. Cambridge UP, Cambridge, 4. Auflage 1971. – (Die fünfte Auflage wurde 1989 von John Tyrell Killen und Jean Pierre Olivier herausgegeben.)
- The Decipherment of Linear B. Cambridge University Press, Cambridge 1958, ISBN 0-521-39830-4 (paperback); second edition 1990, Auszüge online.
- The Mycenaean World. Cambridge University Press, Cambridge 1976, ISBN 0-521-29037-6.
  - Deutsche Übersetzung: Die mykenische Welt. Reclam, Stuttgart 1979. ISBN 3-15-010282-0.
- (Hrsg., mit Louis Godart, John Tyrell Killen, Jean-Pierre Olivier, Anna Sacconi, Jannis Athanasiu Sakellarakis): Corpus of Mycenaean Inscriptions from Knossos. 4 Bde., Cambridge University Press, Cambridge 1987–1999, Auszüge Bd. 1 online, Auszüge Bd. 2 online, Bibliographischer Nachweis Bd. 3, Auszüge Bd. 4 online.